# ロイク・バデ
ロイク・バデ（Loïc Badé, 2000年4月1日 - ）は、フランス・セーヴル出身のサッカー選手。ラ・リーガ・セビージャ所属。フランス代表。ポジションはDF。

## 経歴
2016年12月30日、パリFCからル・アーヴルACのアカデミーに加入した。2020年1月10日のシャモア・ニオールFC戦でデビュー。2020年6月20日にはRCランスと契約を結んだ
2021年7月5日、スタッド・レンヌと5年契約を結んだ。
2022年9月1日、ノッティンガム・フォレストFCにローン移籍。
2022年12月31日、セビージャFCへレンタル移籍（完全移籍のオプション付き）。同クラブはシーズン開始前にジュール・クンデとジエゴ・カルロスを引き抜かれたことでセンターバックが手薄になり、ラ・リーガの降格圏に沈んでいた。2023年6月9日、買取オプションが行使され2027年までの契約を結んだ。

## タイトル

### クラブ
セビージャ
- UEFAヨーロッパリーグ: 2022-23

### 代表
U-23フランス代表
- パリオリンピック銀メダル: 2024